# チャーリーとチョコレート工場 (ミュージカル)
『チャーリーとチョコレート工場 』（チャーリーとチョコレートこうじょう、Charlie and the Chocolate Factory）は、1964年のロアルド・ダールの児童小説『チョコレート工場の秘密』を基にしたミュージカル。デイヴィッド・グレイグが脚本、マーク・シャイマンが作曲、シャイマンとスコット・ウイットマンが作詞を担当した。
2013年6月、ロンドンのウエスト・エンドにあるシアター・ロイヤルで初演され、3年7ヶ月上演後、2017年1月、閉幕した。2017年4月、ブロードウェイにあるルント・フォンティーヌ劇場で改訂版が開幕し、約9ヶ月上演後、2018年1月、閉幕した。
2023年3月27日、堂本光一主演による日本での初演が発表され、2023年10月に東京・帝国劇場、翌年1月に福岡・博多座、同1～2月に大阪・フェスティバルホールで上演された。

## 背景
1964年のロアルド・ダールの児童小説『チョコレート工場の秘密』を基にしている
。2010年5月、翌年のロンドンでの開幕を目指し、ニューヨークで最初の読み合わせが行われた。
2013年5月上旬にロンドン・パラディウムで開幕する予定として、2012年10月にチケットの発売が正式に発表されたが、その後、会場がシアター・ロイヤルに変更となった。
デイヴィッド・グレイグが脚本、マーク・シャイマンが作曲、スコット・ウイットマンとシャイマンが作詞を担当した。ウエスト・エンド・プロダクションはサム・メンデスが演出、ピーター・ダーリングが振付、ブランドン・ダンカンが振付助手、マーク・トンプソンが装置デザイン、ポール・ピャントが照明デザインを担当した。
時代設定は原作より現代に近い。プレビュー公演の際、ガラスの大エレベーターの追加など多くの変更が加えられた。

## プロダクション

### 2013年、ウエスト・エンド

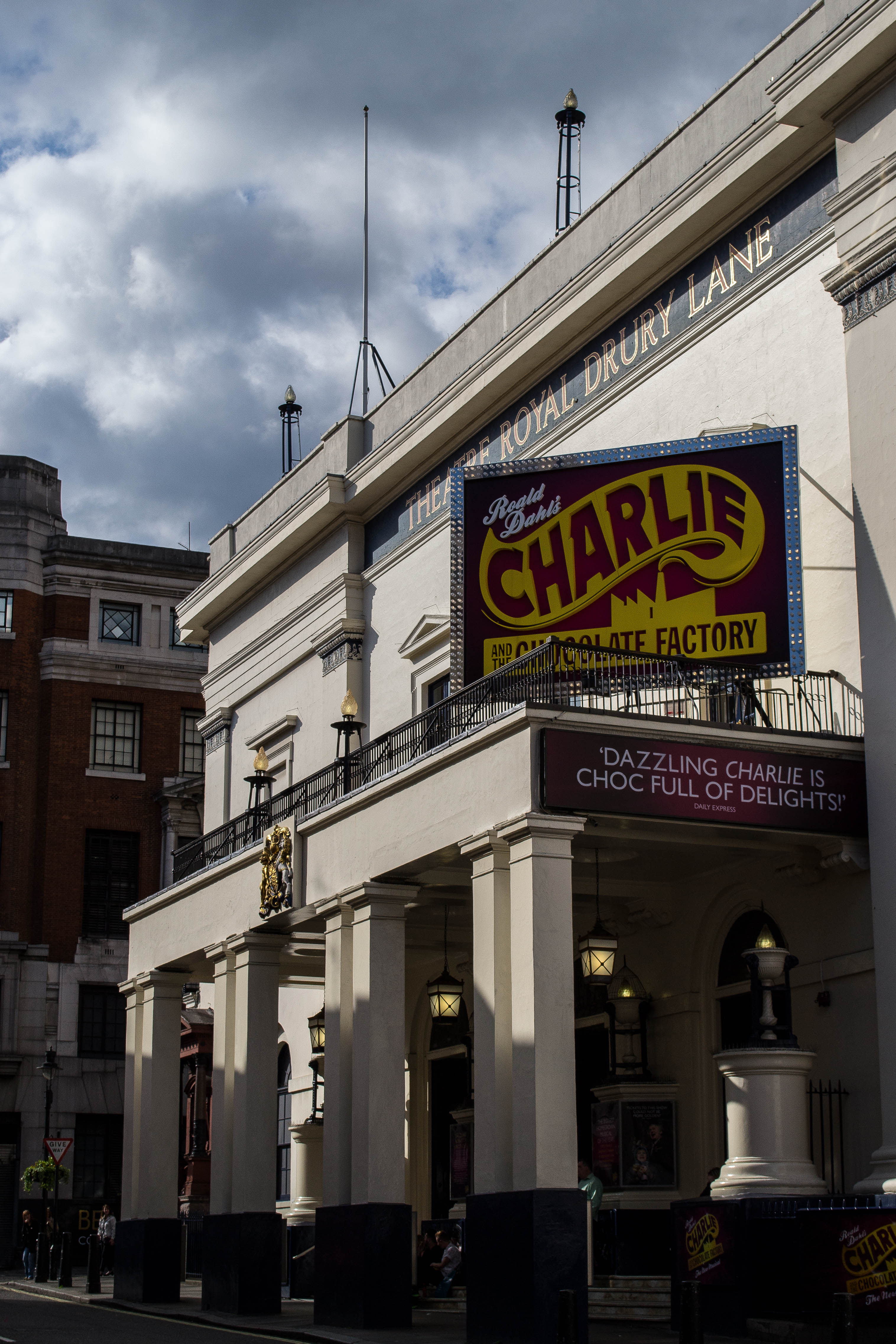
2014年、シアター・ロイヤルの看板

2013年、ロンドンにあるシアター・ロイヤルにて5月17日、プレビュー公演、6月25日、本公演が開幕する予定となった。当初、ロンドン・パラディウムで開幕する予定であった。2013年1月11日、配役が発表され、ダグラス・ホッジが主役のウィリー・ウォンカ役に配役された。5月22日にプレビュー公演が予期せぬ舞台装置の不備により延期となった。開幕直後、上演期間が2014年5月まで延長され、2013年10月までにチケット売り上げが約30万枚となったためさらに11月まで延長された。2015年2月、2016年12月3日まで延長された。2013年12月30日からの1週間、チケット売り上げが£1,080,260となり、ウエスト・エンドの週間チケット売り上げ記録となった。2014年5月、ウォンカ役がアレックス・ジェニングスになり、初めての大きな配役交代となった。2015年5月、ウォンカ役がジョナサン・スリンガーに交代となった。
2016年2月23日、上演期間が2017年1月まで延長となり、1月7日に閉幕した。

### 2017年、ブロードウェイ
2017年春、ブロードウェイでジャック・オブライアン演出、ジョシュ・バーガス振付、オリジナルのマーク・トンプソンによる新たな装置デザインによる改訂版が開幕した。ほかの作品との兼ね合いにより、ウエスト・エンドで演出を担当したメンデスはプロデューサーとしてのみ関わっていたが、交代したオブライアンの演出にも部分的に携わった。オブライアンは1971年の映画『夢のチョコレート工場』に敬意を表し、レスリー・ブリッカスおよびアンソニー・ニューリーの楽曲を使用すると共に、シャイマンおよびウイットマンの楽曲も使用した、2016年8月、オブライアンは映画で使用された『"The Candy Man" 』および『"Pure Imagination"』を使用することを発表した。
2016年5月9日、ブロードウェイ版がラント・フォンティーヌ劇場にてクリスチャン・ボールがウォンカ役、エマ・フェフルがベルーカ役、F・マイケル・ヘイニーがオーガスタス役で開幕することが発表された。2017年3月28日、プレビュー公演、4月23日、本公演が開幕した。評価は賛否両論であり、複数の批評家は演出および改訂に関して批判した。第2幕の4名の当選者の最期など、ウエスト・エンド版と比較してブロードウェイ版は著しく暗い。
オーガスタス、バイオレット、ベルーカ、マイクはウエスト・エンドでは子役が演じていたが、ブロードウェイでは大人が演じ、チャーリーのみ子役が演じている。
2017年11月15日、27プレビュー公演、305本公演上演ののち、2018年1月14日に閉幕することが発表された。

### 2018年、全米ツアー
2018年9月21日、ニューヨーク州バッファローにあるシアズ・パフォーミング・アーツ・センターにて全米ツアー公演が開幕した。ブロードウェイ公演を踏襲し、ノア・ワイズバーグがウォンカ役、ジェイムズ・ヤングがジョーおじいちゃん役、アマンダ・ローズがバケット夫人役を演じ、ヘンリー・ボシャート、コリン・ジェフリー、ルービー・ウッドが交代でチャーリー役を演じている。

### 2019年、シドニー
2019年1月5日、シドニーにあるキャピトル・シアターにてオーストラリア公演が開幕する。ブロードウェイ版を踏襲し、4名の子役が交代でチャーリー役を演じ、当選者4名の子供の役は大人が演じることとなっている。10月13日、ブロードウェイ版でジョージおじいちゃん役を演じたアメリカ人俳優ポール・スレイド・スミスがウォンカ役、オーストラリア人俳優トニー・シェルドンがジョーおじいちゃん役、ルーシー・モウンダーがバケット夫人役を演じることが発表された。トミー・ブレア、ライアン・イエイツ、ジョン・ジェイヴィス、オリヴァー・オヘアが交代でチャーリー役を演じる。

### 2023年、東京・福岡・大阪
2023年10月9日、東京・帝国劇場にて日本語版公演が開幕、翌年1月に福岡・博多座、同1月～2月に大阪・フェスティバルホールでも上演された。日本版翻訳・演出をウォーリー木下が担い、ウィリー・ウォンカ役を堂本光一、バケット夫人役を観月ありさが演じた。また、ウォンカのチョコレート工場に招待される５人の子供たちはオーディションで選ばれ、チャーリー役にはトリプルキャストで小野桜介、チョウ シ、涌澤昊生らが演じた。

## あらすじ

### ウエスト・エンド版

#### 第1幕
貧しい少年チャーリー・バケットは近所のゴミ捨て場で価値のありそうな物を探すが、ほかにめぼしい物もなくお菓子の包み紙を拾って不思議な足音と共に帰宅する("Almost Nearly Perfect")。家はガード下の1部屋しかない掘っ立て小屋である。キャベツのスープが温まるのを待つ間、祖父母はチャーリーにウィリー・ウォンカについて語る("The Amazing Tale of Mr. Willy Wonka")。そんななか父親が帰宅するも、失業し落胆しており、母親はすぐに職が見付かると元気付ける。両親はチャーリー、そして今ある幸せについて語り合う("If Your Mother Were Here")。チャーリーは家族のために発明したことをウォンカに向けて手紙に記し、紙飛行機にして夜空に飛ばす("A Letter from Charlie Bucket")。
翌朝、夜の仕事から帰宅したバケット夫人。彼女はウィリー・ウォンカがチョコレートの中に同封されたゴールデン・チケットを引き当てた子供5名を自社の工場に招待し、お菓子が一生無料となる抽選を行う旨を語る。チャーリーはゴールデン・チケットを切望するが、そもそもチョコレートを買うお金すらないのだった。自家製テレビでは、最初の当選者が肥満のバイエルン人の少年オーガスタス・グループになったことが報じられる("More of Him to Love")。
その後、わがままなイギリス人の少女ベルーカ・ソルトが当選する。ベルーカの父親は娘のためにいかにしてゴールデン・チケットを引き当てたかを語る("When Veruca Says")。一方、チャーリーの誕生日に祖父母はウォンカのチョコレートをプレゼントするが、やはりゴールデン・チケットは入っておらずチャーリーは落胆。ハズレのチョコレートをかじるのと同時に、ハリウッドに住むガム噛みの記録更新を目指す少女バイオレット・ボーレガードが3人目の当選者となったことを知る。バイオレットとその父親はゴールデン・チケットを獲得したことでより有名となり、これからいかにバイオレットがスターとなっていくかを自慢気に語る("The Double Bubble Duchess")。その直後、4人目の当選者マイク・ティービーもテレビのニュースに登場。マイクは暴力的ないじめっ子かつテレビおよびゲーム中毒であり、気違いじみた母親から相当に甘やかされている。母親はマイクの危険行動や、ゴールデン・チケットを獲得するためにウォンカのパスワードをいかに入手したかを語る("It's Teavee Time").
ゴールデン・チケットが残り1枚となったが、依然チョコレートを買うお金がないチャーリーは悲嘆に暮れる。両親はチャーリーの健やかな成長とより良い暮らしを願う("If Your Mother Were Here")。冬のある日、チャーリーは裕福な夫婦が落とした小銭を拾う。不思議な足音に駆り立てられたチャーリーはそのお金でチョコレートを買うと、ゴールデン・チケットが入っているのを見つける。寝たきりのジョーおじいちゃんは驚きと喜びのあまり40年ぶりに歩くことができたのだった("Don't Ya Pinch Me, Charlie")。さていよいよ工場への招待日、チャーリーとジョーおじいちゃんがそこへ向かうと、レッド・カーペットの上で取り囲まれ場違いに感じる。コーラスによるファンファーレが鳴り工場のドアが開き、謎のベールに包まれたウィリー・ウォンカが登場してゴールデン・チケットを手にした当選者たちを秘密の工場に招き入れる("It Must Be Believed to Be Seen")。

#### 第2幕
ウォンカは当選者たちに工場の規則および規定を説明する("Strike That! Reverse It!")。当選者たちは誓約書に署名をし、チョコレート・ルームに入る。保護者たちがウォンカに、なぜ子供たちに秘密の工場を見学させる気になったのかを尋ねると、ウォンカは何かをごまかしながら芸術のためだと答える("Simply Second Nature")。そんななかオーガスタスはチョコレートの川をすくって飲んでいたところ、川に落ちてパイプに吸い上げられ、ベルーカが悲鳴を上げる。見上げると、赤いつなぎを着たウンパルンパと呼ばれる小人の労働者たちがいるが、オーガスタスを助けようともしない("Auf Wiedersehen Augustus Gloop")。
オーガスタスがいなくなり、ウォンカはトフィーに人骨が混入することを心配する。一行はショックを受け不安になるが、ウォンカはオーガスタスは大丈夫だろうと語る。隣の開発室では白い服を着たウンパルンパが材料を混ぜている。ウォンカは溶けない飴を子供たちに配るが、バイオレットは喜ばない。ウォンカがバイオレットに最新作「フルコースが味わえてお腹もいっぱいになるガム」を見せると、バイオレットはそれを口に放り込む。ウォンカはデザート味になる手前で噛むのをやめるよう警告するが、バイオレットは無視して噛み続け、彼女の体は紫色になり巨大なブルーベリーのように膨らんでしまう("Juicy!")。バイオレットは爆発して果汁が飛び散るが、ウォンカは心配もせずバイオレットの父親をジュース室に連れて行き、バイオレットはじきに元に戻ると語る。
次にナッツ室へ行くと、大勢のリスがナッツの殻剥きおよび選別を行っていた。良いナッツを手元に残し、悪いナッツをダスト・シュートへと滑らせる賢いリスたち。ベルーカはそれを見てリスを欲しがるが、ウォンカは断る。それでもベルーカがリスを掴んで持ち去ろうとしたところ、彼女は悪いナッツと見なされ父親共々ダスト・シュートへと滑り落とされるのだった("Veruca's Nutcracker Sweet")。ウォンカはまたしても、彼らは大丈夫だろうと語る。
ウォンカは失敗作が置いてある暗い倉庫を通り、一行を「未来部」へ連れて行く。チョコレートテレビを披露すると、マイクがとても興味を持ち、ウォンカの警告にも関わらずカメラの前に立つ。リモコンのボタンを押すと煙が立ち込めマイクがいなくなり、テレビの画面に登場する。複数の画面に出没したマイクを一同が画面から引っ張り出すと、彼の身長は6インチ(15cm)となってしまっていた("Vidiots!")。マイクの母親は「大したことはない」と心配せず、マイクをバッグに入れて満足げに去る。
とうとうチャーリーのみが残る。ジョーおじいちゃんが賞品である一生分のお菓子を貰えるのか尋ねると、ウォンカは軽くあしらい、先程チャーリーに与えた溶けない飴がその賞品だと語る。ジョーおじいちゃんは怒るが、チャーリーは溶けない飴をもらったことに感謝する。以前、チャーリーはウォンカの発明が書かれた本の空いたページに自分の発明も書き加えていた。チャーリーとジョーおじいちゃんが帰ろうとする際、本に記されたその発明案を見たウォンカはチャーリーの勝ちだと語り、チャーリーをガラスの大エレベーターに招き入れ、真の賞品であるチョコレート工場を一望する("Pure Imagination")。
エレベーターから降り、ウォンカはチャーリーに工場を譲ると語る("A Little Me")。ウォンカは去り、バケット一家は工場に引っ越してくる。門の外で不思議な足音が聞こえ、それがウォンカの足音だと判明する。ウンパルンパとチャーリーが工場の窓から手を振るとウォンカは「信じれば願いは叶う」と言って消え去り、チャーリーは未来を思い描く。

### ブロードウェイ版

#### 第1幕
ウィリー・ウォンカは自己紹介をし、伝説的チョコレート工場の後継者を探していると語る("The Candy Man")。ウォンカは菓子屋の店主に変装してすぐに町の話題となり、菓子好きの少年チャーリー・バケットもとても気になっている。菓子を購入するお金もないが、チャーリーは度々菓子屋を訪れ、ウォンカと知らずに店主と仲良くなる。チャーリーは店主にウォンカの業績について語り("Willy Wonka! Willy Wonka!")、ウォンカに自分の発明を聞いてもらうため、もし工場に行けるならどんなことでもすると語る。チャーリーは母親、寝たきりの祖父母ジョージおじいちゃん、ジョージーナおばあちゃん、ジョーおじいちゃん、ジョセフィーンおばあちゃんと共に暮らす古びた小屋に帰宅する。
ジョーおじいちゃんがいかにウォンカの警備員となったかをチャーリーと思い返していると("Charlie, You and I")、母親が帰宅して勉強用に古いノートを与える。チャーリーは空想に耽り、ウォンカに宛てた新商品の提案を手紙に記し、紙飛行機にして夜空に飛ばすのだった("A Letter From Charlie Bucket")。翌朝通学前、チャーリーは、ウォンカがチョコレートに封入したゴールデン・チケットを引き当てた5名の者をチョコレート工場見学に招待するというキャンペーンを知る。しかも当選者は一生分のお菓子がもらえるという。
だが家計は通常よりさらに逼迫しており、チャーリーの誕生日恒例のお菓子すら買えない状態で、チャーリーは当選する望みなどないと悲嘆する。そこでジョーおじいちゃんは自身の葬儀の積み立て金から出してあげると語り、チャーリーは気を取り直す。学校から帰る途中に菓子屋の前を通ると、バイエルン人で肥満のオーガスタス・グループが最初の当選者となったことを知る("More of Him. to Love")。
チャーリーはチャンスが減ったことを悲しむが、続いて、わがままなロシア人少女ベルーカ・ソルトが2番目の当選者となったことが発表される("When Veruca Says")。いつもチャーリーが古びた野菜を購入している乞食のグリーン夫人が、チョコレートを売っているにも関わらず、お金が足りず落胆。さらにガム噛みの記録更新でセレブリティとなることを目指すバイオレット・ボーレガードが3人目の当選者に("Queen of Pop")、ウォンカのコンピューターにハッキングしてチケットを引き当てたハイテクオタクのマイク・ティービーが4人目の当選者になったことを知り("What Could Possibly Go Wrong")、当選への思いを募らせながら帰宅する。
家に到着すると、家計をやりくりして用意されたチョコレートの誕生日ケーキを見てチャーリーは大喜び。しかし、やはりゴールデン・チケットは入っておらず再度落胆する。母親と3人の祖父母は、チャーリーの父親がまだ生きていたならより良い生活ができたはずなのにと考える("If Your Father Were Here")。翌日、チャーリーが菓子屋を訪れると商品は全てなくなっており、店主は店を閉めるつもりだと語る。店主が去った後、レジの後ろに1ドル札が落ちていることに気付く。
1ドル札を返そうとするがうまくいかず、チャーリーはグリーン夫人の元に急ぎ、野菜ではなくチョコレートを買う決心をする。チョコレートの包みを開けると、果たしてそこには最後のゴールデン・チケットがあった。家族に知らせるため急いで帰宅するチャーリー。母親は当選を喜ぶ一方、保護者として同行するため欠勤したら失業するのでは、と恐れる。
しかし数年間寝たきりであったジョーおじいちゃんが、召集令状とばかりに起き上がってチャーリーとの同行を申し出る。何度か失敗しながらもついに自分の足で立つことができた彼は、チャーリーとバケット夫人と共に陽気に踊る("Grandpa Joe/I've Got a Golden Ticket!")。やがてとうとうその日がやってきた。工場の門前に5人の当選者が集うが、パパラッチやチョコレートTVのリポーターのチェリー・サンデーとジェリー・ジュビリーに囲まれ、チャーリーとジョーおじいちゃんは場違いな気分になる。ウォンカが登場し、一行を工場の中へと案内する("It Must Be Believed to be Seen")。

#### 第2幕
5人の当選者とその保護者はウォンカに挨拶し、ウォンカは工場の規則と規定を説明し、保護者たちは長く複雑な誓約書に署名する("Strike That, Reverse It!")。全てが食べられるチョコレート室に入った子供たちは、チョコレートでコーティングされた理想郷を探検する("Pure Imagination")。ところが保護者たちは、資産も人材も実用的でないとしてやや批判的になり、ウォンカはがっかりする。そんななかウォンカの警告にも関わらず、オーガスタスはチョコレートの沼を飲もうとしてその中へ落ちてしまい、ファッジ室に繋がるパイプに吸い込まれ壮絶な最期となる。小人の従業員であるウンパルンパがやってくるが、オーガスタスを助けようともしない("The Oompa Loompa Song/Auf Wiedersehen Augustus Gloop")。ウォンカはファッジの中からオーガスタスの骨を取り出すことだけに気を揉み、取り乱したオーガスタスの母親を慰めるのに失敗する。一行は悲しむが、ウォンカはオーガスタスは無事だと断言し、ウンパルンパにオーガスタスの母親を息子探しに連れて行かせる。
次に一行は、毛皮のロリポップや、バナナからウランまでを使用した光の球「リキッド・サンシャイン」など、新商品開発のために様々な材料を混ぜる巨大な計量カップのあるミックス室に入る。バイオレットの要望により、ウォンカはフルコースの食事が味わえるという棒状のガムを見せる。バイオレットと父親はガム界のスーパースターとなった気がして大喜び。だがコースのデザート部分に問題があり、ウォンカは安全性を保証しなかったが、バイオレットは噛んだだけでなく飲み込んでしまう。するとガムに含まれた果汁でバイオレットの体は膨れ上がり、「人間ブルーベリー」となる。ウォンカはウンパルンパにバイオレットと父親を助けるよう命じたが、マイクの母親がウンパルンパの出身地を尋ねたため中断する。バイオレットがどんどん膨らんでいるにも関わらず、ウォンカとウンパルンパは出会った時のことを思い返す("When Willy Met Oompa")。ウンパルンパが吹き矢を吹くと、バイオレットは爆発して紫色の果汁が父親に向けて吹き出す。ウォンカは全く心配する素振りを見せず、バイオレットの父親をジュース室に連れて行き、バイオレットはきっと大丈夫だと語る。
ウォンカは次に一行を材料倉庫に連れて行く決心をするが、まず命に関わる罠のある見えない迷路を通らなければならない。一行は迷路が本当に存在するのか疑うが、マイクが見えない罠で殴られて考えを改める。一行は次々とドアを通過するが、ジョーおじいちゃんは充分にかがむことができず通過できない。ウォンカはコースの変更を提案し、ナッツ室に行くことにする。部屋の外で、ナッツを選り分ける従業員であるリスのジェレミーと出会ったベルーカはジェレミーに夢中になり、父親にリスを買ってくれるようねだる。だがウォンカがリスの売却を拒否したためベルーカは癇癪を起こして選別室に入る。ウォンカは、リスはとても危険だと警告するが、ベルーカはリスと追いかけっこやダンスをし、そのうちリスたちが凶暴になってくる。ついにはリスに掴まれたベルーカが「悪いナッツ」つまり廃棄物として扱われ、父親および一行は恐怖に陥る("Veruca's Nutcracker Sweet")。ウォンカはウンパルンパがベルーカを連れ戻してくれると語るが、ベルーカの父親はベルーカを助けに行く。マイクの母親はウンパルンパが本当に子供たちを助けられるのかとウォンカを責めるが、ウォンカはその訴えを退ける。
ウォンカとマイク母子はバスタブの形をしたボート「ウォンカ号」に乗り、工場の地下深くの川を進む。ボートに乗り遅れたチャーリーとジョーおじいちゃんはスキューバの服装で泳いでボートを追う。テレビ室に連れて来られ、マイクは大喜び。ウォンカがチョコレートを画面の中に送り込むチョコレート・テレビを紹介すると、機械オタクのマイクは母親とウォンカの制止にも関わらず、自身を画面の中にテレポートさせる。しかし普通のチャンネルではマイクを見つけることができず、ウォンカはマイクを探しやすいようウンパルンパにマルチ画面にさせる。次々と違う画面に登場するマイクを母親が何とか引っ張り出したところ、マイクは人形のような小ささとなっていた("Vidiots")。マイクの母親はこの小ささであればもう息子は悪さをしないだろうと安心し、マイクをハンドバッグに入れて満足気に工場を去るのだった。
とうとう5人の当選者のうち工場に残ったのはチャーリーのみ。ウォンカはチャーリーとジョーおじいちゃんを、アイデアを書き綴るイマジン室に連れて行く。ジョーおじいちゃんが賞品である一生分のお菓子について尋ねると、ウォンカはチャーリーに溶けない飴をもうあげたと語る。ジョーおじいちゃんは賞品が小さい飴1つだったことに激怒しウォンカと喧嘩になるが、チャーリーは、この飴は素晴らしいプレゼントで、工場見学も楽しかったと語る。ウォンカは気を取り直してジョーおじいちゃんを事務室に連れて行き書類について説明し、チャーリーに何も触らないよう警告する。チャーリーは警告に反し、ノートを開いてウォンカにだけ見られるよう後ろの空いているページに自身の発明を書き入れる。最初は怒ったウォンカであったが、想像力豊かなチャーリーに感銘を受け、チャーリーの勝ちだと語ってガラスの大エレベーターに連れて行く。
2人はガラスの大エレベーターで天高く昇っていき、ウォンカはチャーリーに「賞品はこのチョコレート工場だ」と語る("The View From Here")。ウォンカはチャーリーの手紙を読んでいたのだ。工場の外に着地した後、ウォンカはチャーリーの発明案を実現すべく、すぐに作業を始めようとするが、チャーリーは家族のことが心配になる。チャーリーの家族は工場の敷地内にすでに引っ越してきており、ウォンカはチャーリーをビジネス・パートナーとして工場に迎え入れるのだった。

## 使用楽曲

### ウエスト・エンド
| 第1幕 - "Creation Overture" - ウィリー・ウォンカ - "Almost Nearly Perfect" - チャーリー・バケット - "The Amazing Tale of Mr. Willy Wonka" - 祖父母たち - "A Letter from Charlie Bucket" - チャーリー・バケット, バケット氏, バケット夫人, 祖父母たち - "More of Him to Love" - グループ夫人, オーガスタス・グループ, グループ氏 - "When Veruca Says" - ソルト氏, ベルーカ・ソルト - "The Double Bubble Duchess"†† - ボーレガード氏, バイオレット・ボーレガード, アンサンブル - "It's Teavee Time" - ティービー夫人, マイク・ティービー - "If Your Mother Were Here" - バケット氏, バケット夫人 - "Don't Ya Pinch Me, Charlie" - チャーリー・バケット, ジョーおじいちゃん, 祖父母たち, バケット氏, バケット夫人 - "It Must Be Believed to Be Seen" - ウィリー・ウォンカ, アンサンブル | 第2幕 - "Strike That! Reverse It!" - ウィリー・ウォンカ, アンサンブル - "Simply Second Nature" - ウィリー・ウォンカ, アンサンブル - "Auf Wiedersehen Augustus Gloop" - ウンパルンパ, ウィリー・ウォンカ - "Juicy!" - Oompa-Loompas, ウィリー・ウォンカ - "Veruca's Nutcracker Sweet" - ウンパルンパ - "Vidiots" - ウンパルンパ, ウィリー・ウォンカ, ティービー夫人 - "Pure Imagination"† - ウィリー・ウォンカ, チャーリー・バケット - "A Little Me" - ウィリー・ウォンカ, チャーリー・バケット, ウンパルンパ, バケット氏, バケット夫人, 祖父母たち - "It Must Be Believed to Be Seen (reprise)" - ウィリー・ウォンカ |

†1971年の映画『夢のチョコレート工場』より、レスリー・ブリッカス作詞、アンソニー・ニューリー作曲

††2016年現在、"Queen of Pop"に変更されている

### ブロードウエイ
| 第1幕 - "The Candy Man"† - ウィリー・ウォンカ、アンサンブル - "Willy Wonka! Willy Wonka!" - チャーリー・バケット、アンサンブル - "The Candy Man" (reprise) † - チャーリー・バケット - "Charlie, You & I" - ジョーおじいちゃん - "A Letter from Charlie Bucket" - チャーリー・バケット, バケット夫人, 祖父母たち - "More of Him to Love" - グループ夫人, オーガスタス・グループ, アンサンブル - "When Veruca Says" - ソルト氏, ベルーカ・ソルト - "The Queen of Pop" - ボーレガード氏, バイオレット・ボーレガード, アンサンブル - "What Could Possibly Go Wrong?" - ティービー夫人, マイク・ティービー, アンサンブル - "If Your Father Were Here" - バケット夫人 - "I've Got A Golden Ticket"† / "Grandpa Joe" - チャーリー・バケット, ジョーおじいちゃん, 祖父母たち, バケット夫人 - "It Must Be Believed to Be Seen" - ウィリー・ウォンカ, アンサンブル | 第2幕 - "Strike That! Reverse It!" - ウィリー・ウォンカ, アンサンブル - "Pure Imagination"† / "Grandpa Joe (reprise)" - ウィリー・ウォンカ, チャーリー・バケット, ジョーおじいちゃん、ゴールデン・チケット当選者たち - "The Oompa Loompa Song"† - ウンパルンパ - "Auf Wiedersehen Augustus Gloop" - ウィリー・ウォンカ、ウンパルンパ - "When Willy Met Oompa" - ウィリー・ウォンカ、ウンパルンパ - "Veruca's Nutcracker Sweet" – ベルーカ, ソルト氏、リスたち - "Vidiots" – ウィリー・ウォンカ, マイク, ティービー夫人、ウンパルンパ - "The View From Here" - ウィリー・ウォンカ、チャーリー - "The Candy Man (Bows)" - 全員 |

†1971年の映画『夢のチョコレート工場』より、レスリー・ブリッカス作詞、アンソニー・ニューリー作曲

### キャスト・アルバム

#### オリジナル・ウエスト・エンド・キャスト・レコーディング
2013年10月7日、ウエスト・エンド・オリジナル・キャスト・アルバムがリリースされた。
| #   | タイトル                                               | 作詞 | 作曲・編曲 | 時間 |
| --- | ------------------------------------------------------ | ---- | ---------- | ---- |
| 1.  | 「Opening」                                            |      |            | 0:46 |
| 2.  | 「Almost Nearly Perfect」                              |      |            | 2:57 |
| 3.  | 「The Amazing Fantastical History Of Mr. Willy Wonka」 |      |            | 5:23 |
| 4.  | 「A Letter From Charlie Bucket」                       |      |            | 3:33 |
| 5.  | 「News Of Augustus」                                   |      |            | 1:03 |
| 6.  | 「More Of Him To Love」                                |      |            | 2:12 |
| 7.  | 「News Of Veruca」                                     |      |            | 0:36 |
| 8.  | 「When Veruca Says」                                   |      |            | 1:34 |
| 9.  | 「News Of Violet」                                     |      |            | 0:26 |
| 10. | 「The Double Bubble Duchess」                          |      |            | 2:48 |
| 11. | 「News Of Mike」                                       |      |            | 0:09 |
| 12. | 「It's Teavee Time」                                   |      |            | 3:27 |
| 13. | 「If Your Mother Was Here」                            |      |            | 3:41 |
| 14. | 「Don'cha Pinch Me Charlie」                           |      |            | 6:04 |
| 15. | 「It Must Be Believed To Be Seen」                     |      |            | 4:35 |
| 16. | 「Strike That, Reverse It」                            |      |            | 5:30 |
| 17. | 「The Chocolate Room」                                 |      |            | 1:32 |
| 18. | 「Simply Second Nature」                               |      |            | 3:24 |
| 19. | 「Augustus' Downfall」                                 |      |            | 0:38 |
| 20. | 「Auf Wiedersehen Augustus Gloop」                     |      |            | 2:34 |
| 21. | 「Gum!」                                               |      |            | 0:53 |
| 22. | 「Juicy!」                                             |      |            | 2:20 |
| 23. | 「Veruca's Nutcracker Sweet」                          |      |            | 2:15 |
| 24. | 「Vidiots」                                            |      |            | 3:02 |
| 25. | 「Pure Imagination」                                   |      |            | 3:40 |
| 26. | 「A Little Me」                                        |      |            | 2:40 |
| 27. | 「It Must Be Believed To Be Seen (reprise)」           |      |            | 2:06 |

#### オリジナル・ブロードウェイ・キャスト・レコーディング
2017年、ブロードウェイ・キャスト・レコーディングにおいて、6月2日、デジタル配信、6月23日、CDがマスターワークス・ブロードウェイからリリースされた。
| #   | タイトル                                                 | 作詞 | 作曲・編曲 | 時間 |
| --- | -------------------------------------------------------- | ---- | ---------- | ---- |
| 1.  | 「Overture」                                             |      |            | 0:26 |
| 2.  | 「The Candy Man」                                        |      |            | 3:11 |
| 3.  | 「Willy Wonka! Willy Wonka!」                            |      |            | 2:47 |
| 4.  | 「Charlie, You And I」                                   |      |            | 1:34 |
| 5.  | 「A Letter From Charlie Bucket」                         |      |            | 3:23 |
| 6.  | 「More Of Him To Love」                                  |      |            | 2:07 |
| 7.  | 「When Veruca Says」                                     |      |            | 1:43 |
| 8.  | 「Queen of Pop」                                         |      |            | 2:34 |
| 9.  | 「What Could Possibly Go Wrong?」                        |      |            | 2:15 |
| 10. | 「If Your Father Were Here」                             |      |            | 2:49 |
| 11. | 「I've Got A Golden Ticket/Grandpa Joe」                 |      |            | 4:13 |
| 12. | 「It Must Be Believed To Be Seen」                       |      |            | 4:24 |
| 13. | 「Strike That, Reverse It」                              |      |            | 5:32 |
| 14. | 「Pure Imagination/Grandpa Joe (reprise)」               |      |            | 3:30 |
| 15. | 「The Oompa Loompa Song/Auf Wiedersehen Augustus Gloop」 |      |            | 2:18 |
| 16. | 「When Willy Met Oompa」                                 |      |            | 3:55 |
| 17. | 「Veruca's Nutcracker Sweet」                            |      |            | 1:36 |
| 18. | 「Vidiots」                                              |      |            | 2:42 |
| 19. | 「The View From Here」                                   |      |            | 6:03 |

## オーケストラ
ウエスト・エンド・プロダクションではダグ・ベスターマン編曲により、指揮者のほかに16名の演奏者でオーケストラが編成されている。ブロードウェイ・プロダクションではベスターマンおよびマイケル・スタロビンの編曲により、指揮者のほかに17名の演奏者で編成されている。
|                    | ウエスト・エンド | ブロードウェイ |
| ------------------ | --- | --- |
|                    | 指揮者 | 指揮者 |
| リズム・セクション | キーボード1 キーボード2 キーボード3 ドラム パーカッション ベース(コントラバス、エレキ) ギター | キーボード1 キーボード2 キーボード3 ドラム パーカッション ベース(コントラバス、エレキ) ギター |
| リード             | リード1: フルート/ピッコロ/アルト・サックス/クラリネット リード2: テナー・サックス/クラリネット/ソプラノ・サックス/フルート リード3: バリトン・サックス/バスーン/クラリネット/バス・クラリネット | リード1: フルート/ピッコロ/アルト・サックス/クラリネット リード2: オーボエ/イングリッシュ・ホルン リード3: テナー・サックス/クラリネット/ソプラノ・サックス/フルート リード4: バリトン・サックス/バスーン/クラリネット/バス・クラリネット |
| ブラス             | トランペット/ピッコロ・トランペット/フリューゲルホルン トロンボーン フレンチ・ホルン | トランペット/ピッコロ・トランペット/フリューゲルホルン トロンボーン フレンチ・ホルン |
| ストリング         | ヴァイオリン1/コンサートマスター ヴァイオリン2 チェロ | ヴァイオリン1/コンサートマスター ヴァイオリン2 チェロ |

## 主要登場人物および出演者
| 登場人物                    | オリジナル・ウエスト・エンド・キャスト(2013年)                             | オリジナル・ブロードウェイ・キャスト(2017年)                   | オリジナル・オーストラリア・キャスト(2019年)                                    | 日本語版キャスト(2023年)    |
| --------------------------- | -------------------------------------------------------------------------- | -------------------------------------------------------------- | ------------------------------------------------------------------------------- | --------------------------- |
| チャーリー・バケット        | ジャック・コステロ トム・クレナーマン アイザック・ラウス ルイス・サック    | ジェイク・ライアン・フリン ライアン・ファウスト ライアン・セル | トミー・ブレア ライアン・イエイツ ジョン・ジャーヴィス オリヴァー・アークヘアー | 小野桜介 チョウ シ 涌澤昊生 |
| ウィリー・ウォンカ          | ダグラス・ホッジ                                                           | クリスチャン・ボール                                           | ポール・スレイド・スミス                                                        | 堂本光一                    |
| ジョーおじいちゃん          | ナイジェル・プラナー                                                       | ジョン・ルービンスタイン                                       | トニー・シェルドン                                                              | 小堺一機                    |
| ボーレガード氏              | ポール・J・メドフォード                                                    | アラン・H・グリーン                                            | マディソン・マッコイ                                                            | 芋洗坂係長                  |
| グループ夫人                | Jasna Ivir                                                                 | キャシー・フィッツジェラルド                                   | オクタヴィア・バロン・バーティン                                                | 森公美子 鈴木ほのか         |
| ソルト氏                    | クライヴ・カーター                                                         | ベン・クロフォード                                             | スティーブン・アンダーソン                                                      | 岸祐二                      |
| ティービー夫人              | アイリス・ロバーツ                                                         | ジャッキー・ホフマン                                           | ジェイド・ウェスタビー                                                          | 彩吹真央                    |
| オーガスタス・グループ      | ハリソン・スレイター ジェンソン・スティール リーガン・ストークス           | F・マイケル・ヘイニー                                          | ジェイク・フェイリー                                                            | 黒岩竜乃介 後藤レイサ       |
| バイオレット・ボーレガード  | India Ria Amarteifio アドリアーナ・バートラ ジェイド・ジョンソン Mya Olaye | トリスタ・ドリソン                                             | ジェイム・リー・ヘインコム                                                      | 歌田雛芽 土井祐杏貴         |
| ベルーカ・ソルト            | ポリー・アレン ティア・ノークス エリー・サイモンズ                         | エマ・フェフル                                                 | カリナ・ラッセル                                                                | 舞咲碧音 三宅りむ           |
| マイク・ティービー          | ジェイ・ヘイマン アダム・ミッチェル ルカ・トゥーミー                       | マイケル・ウォーテラ                                           | ハリソン・ライリー                                                              | 鈴木弥人 中野晴太           |
| バケット夫人                | アレックス・クラットワーシー                                               | エミリー・パジェット                                           | ルーシー・モーンダー                                                            | 観月ありさ                  |
| ジョゼフィーンおばあちゃん  | ロニ・ペイジ                                                               | クリスティ・ケイツ                                             | ダニエル・オマリー                                                              |                             |
| ジョージーナおばあちゃん    | マイラ・サンズ                                                             | マデリーン・ドアティ                                           | ジョアンナ・アレン                                                              |                             |
| ジョージおじいちゃん        | ビリー・ボイル                                                             | ポール・スレイド・スミス                                       | ケイナン・ブリーン                                                              |                             |
| バケット氏                  | ジャック・シェイルー                                                       | なし'                                                          | なし                                                                            |                             |
| プラチェット夫人            | ミシェル・ビショップ                                                       | カイル・テイラー・パーカー                                     | 未定                                                                            |                             |
| ジェリー/ラヴバードマン     | ロス・ドウズ                                                               | ジェアド・ブラッドショウ                                       | トッド・ゴダード                                                                |                             |
| チェリー/ラヴバードウーマン | ケイト・グラハム                                                           | ステファニー・ギブソン                                         | マディソン・グリーン                                                            |                             |

### ウエスト・エンドでの著名な代役
- ウィリー・ウォンカ - アレックス・ジェニングス、ジョナサン・スリンガー
- ジョーおじいちゃん - バリー・ジェイムズ、クレイグ・ソーンバー
- ティービー夫人 - ジョセフィーナ・ガブリエル
- バケット氏 - リチャード・デムシー

## 評価

### ウエスト・エンド
批評家からの評価は賛否両論であった。プロダクションおよび演技はおおむね高評価であったが、音楽および脚本は批判も受けた。

### ブロードウェイ
批評家からの評価は賛否両論であった。ウエスト・エンドから脚本も楽曲も大幅な変更があったにも関わらず、脚本が荒く、子供の役を大人が演じるなどユーモアに頼りすぎており、装置も暗いと批判されている。ただし、ウォンカ役を演じたクリスチャン・ボールの演技は称賛されている。

## 受賞歴

### ウエスト・エンド・プロダクション
| 年     | 賞                                 | 部門                   | ノミネート者           | 結果       | 脚注          |
| ------ | ---------------------------------- | ---------------------- | ---------------------- | ---------- | ------------- |
| 2013年 | イブニング・スタンダード・アワード | ナイト・アウト賞       | ナイト・アウト賞       | ノミネート | [ 50 ]        |
| 2014   | Whatsonstage.com Awards            | 新作ミュージカル作品賞 | 新作ミュージカル作品賞 | ノミネート | [ 52 ]        |
| 2014   | Whatsonstage.com Awards            | ミュージカル主演男優賞 | ダグラス・ホッジ       | ノミネート | [ 52 ]        |
| 2014   | Whatsonstage.com Awards            | ミュージカル助演男優賞 | ナイジェル・プラナー   | ノミネート | [ 52 ]        |
| 2014   | Whatsonstage.com Awards            | ミュージカル助演女優賞 | アイリス・ロバーツ     | ノミネート | [ 52 ]        |
| 2014   | Whatsonstage.com Awards            | 装置デザイン賞         | マーク・トンプソン     | 受賞       | [ 52 ]        |
| 2014   | Whatsonstage.com Awards            | 振付賞                 | ピーター・ダーリング   | 受賞       | [ 52 ]        |
| 2014   | ローレンス・オリヴィエ賞           | 新作ミュージカル作品賞 | 新作ミュージカル作品賞 | ノミネート | [ 53 ] [ 54 ] |
| 2014   | ローレンス・オリヴィエ賞           | ミュージカル主演男優賞 | ダグラス・ホッジ       | ノミネート | [ 53 ] [ 54 ] |
| 2014   | ローレンス・オリヴィエ賞           | ミュージカル助演男優賞 | ナイジェル・プラナー   | ノミネート | [ 53 ] [ 54 ] |
| 2014   | ローレンス・オリヴィエ賞           | 装置デザイン賞         | マーク・トンプソン     | ノミネート | [ 53 ] [ 54 ] |
| 2014   | ローレンス・オリヴィエ賞           | 衣裳デザイン賞         | マーク・トンプソン     | 受賞       | [ 53 ] [ 54 ] |
| 2014   | ローレンス・オリヴィエ賞           | 照明デザイン賞         | ポール・ピャント       | 受賞       | [ 53 ] [ 54 ] |
| 2014   | ローレンス・オリヴィエ賞           | 振付賞                 | ピーター・ダーリング   | ノミネート | [ 53 ] [ 54 ] |

### ブロードウェイ・プロダクション
| 年     | 賞                           | 部門                         | ノミネート者                                                     | 結果       | 脚注   |
| ------ | ---------------------------- | ---------------------------- | ---------------------------------------------------------------- | ---------- | ------ |
| 2017年 | Broadway.com Audience Awards | Favorite Funny Performance   | クリスチャン・ボール                                             | ノミネート |        |
| 2017年 | Broadway.com Audience Awards | 新人男優賞                   | ジェイク・ライアン・フリン、ライアン・ファウスト、ライアン・セル | ノミネート |        |
| 2017年 | Chita Rivera Awards          | ブロードウェイ振付賞         | ジョシュ・バーガス                                               | ノミネート | [ 55 ] |
| 2017年 | Chita Rivera Awards          | ブロードウェイ女性ダンサー賞 | エマ・フェフル                                                   | ノミネート | [ 55 ] |
| 2017年 | ドラマ・デスク・アワード     | パペット・デザイン賞         | ベイゾー・ツイスト                                               | 受賞       |        |
| 2017年 | ドラマ・リーグ・アワード     | 演技賞                       | クリスチャン・ボール                                             | ノミネート |        |

### ウエスト・エンド
- 公式ウェブサイト
- チャーリーとチョコレート工場 (CharlieandtheChocolateFactoryUK) - Facebook
- チャーリーとチョコレート工場 (@CharlieChoc_UK) - X（旧Twitter）

### ブロードウェイ
- Charlie and the Chocolate Factory - インターネット・ブロードウェイ・データベース（英語）
- 公式ウェブサイト
- チャーリーとチョコレート工場 (CharlieOnBway) - Facebook
- チャーリーとチョコレート工場 (@CharlieOnBway) - X（旧Twitter）